# Норцов, Алексей Николаевич
Алексей Николаевич Норцов (23 июля (4 августа) 1859 — 24 февраля 1922) — русский историк, председатель Тамбовской учёной архивной комиссии.

## Биография
Потомственный дворянин — родился 23 июля (4 августа) 1859 года в имении Берёзовка-Сабуровка Кирсановского уезда Тамбовской губернии в семье отставного полковника; крещён 30 июля. После скорой смерти старшего брата он остался единственным ребенком в семье. Первоначальное образование получил в Москве — в пансионе Репмана (в доме Белосельской-Белозерской на Тверской улице). Начиная с девяти лет, он все свои карманные деньги тратил на приобретение книг и, зародившееся в детстве увлечение, с годами переросло в настоящую страсть: А. Н. Норцов собрал библиотеку, насчитывающую более четырех тысяч томов по истории, археологии, философии, фольклору, лингвистике, оккультизму; в ней были уникальные средневековые фолианты. Библиотека Норцова была внесена в «Адресную книгу русских библиофилов» (1904).
Во время русско-турецкой войны поступил в 1878 году на военную службу — в лейб-гусарский Павлоградский полк; неудачно пытался поступить в Тверское кавалерийское училище; в 1879 году продолжил службу в гусарском Нарвском полку в Козлове и в сентябре этого же года всё-таки поступил в кавалерийское училище, которое вскоре оставил, продолжая служить в гусарах. В 1880 году вышел в отставку и поселился в родовом имении. В сентябре 1884 года переехал в купленный в Тамбове дом.
Не желая учиться в университете, где по его мнению «имеют обыкновение учить всему, кроме веры в Бога и уважения к прошлому», А. Н. Норцов самостоятельно приобрёл обширные знания в самых различных областях; овладел древними восточными языками и увлёкся мистицизмом; за границей встретился с известным медиумом Юмом. В своём доме в Тамбове устраивал спиритические сеансы, отчёты о которых печатались в европейских журналах; был избран членом парижского теософского общества «Гермес» и венского «Теософского союза»; в 1889 году для конгресса спиритуалистов подготовил и издал в Париже брошюру «La Religion de l'Avenir» (2-е изд. — 1890).
Задумав написание труда по истории и мистицизма и религий, он опубликовал ряд глав — «Мистерии древнего мира и значение их символизма» («Жизнь». — 1897. — № 27), «Символ чаши в христианской иконографии и истории»), которые были переведены на английский, чешский и немецкий языки и получили положительные отклики. В 1898 году он был принят в члены английского королевского Азиатского общества; одновременно состоял членом Лондонского фольклорного общества.
В середине 1890-х годов он получил от С. А. Панчулидзева, готовившего труд по истории кавалергардов, просьбу сообщить биографические сведения о его деде А. Т. Слепцове (1786—1831). Это подвигло Норцова заняться исследованием своего рода, что привело его в архив тамбовской архивной комиссии (ТУАК), председатель которой И. И. Дубасов пригласил его стать членом местного исторического общества; 11 октября 1898 года Норцов стал членом комиссии, 2 февраля 1899 года — товарищем председателя комиссии. наконец, 11 сентября 1900 года он был назначен, вместо уехавшего в Курск Дубасова, на пост председателя ТУАК. Кроме этого, 9 марта 1900 года он был избран действительным членом Русского генеалогического общества, а 24 февраля 1901 года — в члены-сотрудники Санкт-Петербургского археологического института.
В это время появились его главные краеведческие труды: «Губернские Ученые Архивные Комиссии и их значение» (Тамбов, 1899; 2-е изд., 1904), «Тамбовская и Козловская сторожевая черта» (Тамбов, 1901), «О бронзовом бурхане, найденном в Козловском уезде» (Тамбов, 1904), «Историко-археологическая карта Тамбовской губернии» (Тамбов, 1903; 2-е изд., 1904), «О каменных бабах» (Тамбов, 1904). В 1902 году он был избран действительным членом ещё трёх губернских учёных комиссий: с 27 сентября — Воронежской, со 2 октября — Таврической, с 27 октября — Костромской.
В 1904 году в Тамбове А. Н. Норцов напечатал обширный генеалогический труд: «Материалы для истории дворянских родов Мартыновых и Слепцовых с их ветвями». Его бабушка, Е. Д. Слепцова, была двоюродной сестрой Н. С. Мартынова, убившего на дуэли М. Ю. Лермонтова.
Находясь под влиянием идей о панмонголизме, в 1909 году он издал книгу «Путь солнца в процессе мирового движения», в которой обосновал возможность «порабощения Европы азиатскими народами». В 1914 году появилась его «Хронология событий Тамбовского края».
В 1905 году вышел 1-й том собрания сочинений А. Н. Норцова. Были напечатаны также два сборника его стихотворений (Тамбов, 1889 и 1904).
Был избран 24 февраля (8 марта) 1898 года членом Королевского Азиатского общества.